# Sulaya
Sulaya (* 26. Januar 1982; bürgerlich Thomas Zolliker) ist ein Schweizer Rapper aus Schaffhausen.

## Leben
1995 fand Sulaya den Weg zum Rap. In einem Schaffhauser Übungsraum traf er andere Hip-Hopper aus Schaffhausen, mit denen er 1998 die SHS-Crew gründete. Sie bestand aus DJs, Graffiti-Artisten und Rappern. 1999 gewann er mit 17 Jahren völlig überraschend bei den Schweizer Freestyle-Meisterschaften im Palais X-Tra, wo er sich unter anderem gegen Bandit durchsetzen konnte. 2002 war er zusammen mit Toni Lonoce von der Schweizer Rapcrew Sektion Kuchikäschtli auf dem Album Dorfgschichta zu hören.  Sulaya arbeitete danach als Supportact von namhaften Künstlern wie beispielsweise Kool Savas, Masta Ace, Planet Asia oder Stress. Bei Aufnahmen lernte er das Independent-Label Ruff Nuff Records kennen, mit dem er in der Zukunft zusammenarbeitete. Weiteren Bekanntheitsgrad erreichte Sulaya 2004 durch eine Auseinandersetzung mit der Allschwiler Rap-Crew Brandhärd.
2006 erschien sein erstes Soloalbum MBS. Danach war es lange Zeit still um ihn. Erst im September 2009 präsentierte er sein zweites Album 'De Tüfel und ich'. Dazu wurden zwei Videos zu den Songs Schmetterling und Klick Klick Pow Pow Tshing Tshing veröffentlicht.
Am 28. Januar 2011 veröffentlichte Sulaya sein drittes Soloalbum Dä Sunne entgäge. Das Album wurde wie bereits die Vorgänger größtenteils von Toe produziert. Als Videosingle wurde im Dezember der Song Lüchtpetarde ausgekoppelt.

## Diskografie
- 2006: MBS
- 2009: De Tüfel und ich
- 2011: Dä Sunne entgäge
- 2016: SHS
- 2020: 8h Lockdown (Steezo & Sulaya)
- 2020: Pyrex Vision (Steezo & Sulaya)
- 2021: Easy (Sulaya & Olen Blackbird)
- 2021: 2Ti Wälle (Steezo & Sulaya)
- 2021: Hymne für die Todgeweihte (Sulaya & Olen Blackbird)
- 2023: AllerBesteMusic (Sulaya & Olen Blackbird)